# Haeanseon
The Coast Guard (hangul |해안선, RR Haeanseon, lit. ‘Línia costanera’) és una pel·lícula de Corea del Sud del 2002 dirigida per Kim Ki-duk. La pel·lícula tracta sobre les atrocitats militars i els absurds de les fronteres i els conflictes.

## Argument
El soldat Kang és un Marine de Corea del Sud que vigila la costa de Corea del Sud prop de la Zona desmilitaritzada de Corea, amb ganes excessives de disparar a un espia de Corea del Nord durant el seu temps de servei. En una nit poc il·luminada, una parella local borratxo s'endinsa a la zona desmilitaritzada tancada per mantenir relacions sexuals. Kang veu l'home amb la seva borrosa mira nocturna i, confonent-lo amb un espia de Corea del Nord, el mata amb el seu rifle i la granada.
Kang i la xicota del civil mort tenen problemes mentals.
La dona creu que els membres de la guàrdia costanera són el seu amant mort i menté relacions sexuals amb ells. Finalment es queda embarassada i els metges incompetents de la unitat l'obliguen a un avortament errat. El germà de la dona, enfurismat, intenta agredir els membres de la unitat però és sotmès i detingut per la policia local.
Kang és elogiat per la seva acció i se li concedeix un permís com a recompensa, durant el qual mostra signes de trastorn d'estrès postraumàtic. En conseqüència, els seus amics l'ostracitzen i la seva xicota el deixa. En tornar al seu lloc, és acorralat i colpejat pels amics del civil mort, i el seu TEPT empitjora. Després de diversos episodis, l'exèrcit considera a Kang mentalment no apte per al servei i l'acomiada amb honor. Kang es nega a marxar, i després de diversos intents fallits de tornar al servei, recorre a robar equipament militar i matar membres de la seva unitat.
Després se'n va a Myeongdong a Seül, on apunyala la gent a l'atzar amb la seva baioneta abans de ser confrontat per policies armats que el disparen.

## Repartiment
- Jang Dong-gun com el soldat Kang
- Kim Jung-hak com el soldat Kim
- Park Ji-a com a Mi-young
- Yoo Hae-jin com a Cheol-gu
- Jeong Jin com a So Cho-jang
- Kim Ku-taek com el sergent Jang
- Kim Kang-woo com el soldat Jo
- Park Yoon-jae com el soldat Yoon
- Kim Tae-woo com a Private Seo
- Kim Young-jae com a metge
- Kim Mi-sung com a dona turística número 1
- In-seong com a agent 2
- ko com un home apunyalat amb baioneta
- Va guanyar Deok-hyun de petit
- Shim Hoon-ki com a guardacostes 2
- Jung Hee-tae com a agent 7
- Jeon Sung-ae com a mare de Young-kil
- Park Sung-il com a amic del soldat Kang
- Choi Min com a rector

## Producció
El rodatge va tenir lloc als voltants de Jeonju i Seül, Corea del Sud, del 18 de juny de 2002 al 19 de juliol de 2002. The actors playing the marines went through a mini-boot camp to help them get into the roles of South Korean marines, the director himself a veteran of the South Korean marine corps. Els actors que interpretaven els marines van passar per un mini campament d'entrenament per ajudar-los a interpretar els papers dels marines de Corea del Sud, el mateix director un veterà del cos de marines de Corea del Sud. Un dia de rodatge es va interrompre perquè el repartiment i la tripulació poguessin veure els quarts de final de la Copa del Món de Futbol de 2002 entre Corea del Sud i Espanya.

## Premis
38è Festival Internacional de Cinema de Karlovy Vary 2003:
- Premi FIPRESCI: "Per la representació forta i innovadora de la il·lusió de poder que destrueix la humanitat a banda i banda de la tanca."."[5]
- Premi NETPAC[6]
- Premi Ciutat de Karlovy Vary